# Огюста Фікерт
Огюств Фікерт (25 травня 1855 , Відень  — 9 червня 1910 , Maria Enzersdorfd, Медлінг ) — піонерка австрійського фемінізму та соціальна реформаторка, прихильниця політики лівого крила австрійського фемінізму, чому об'єдналася з пролетарськими організаціями в кампаніях з розвитку освіти та правового захисту жінок із робітничого класу.

## Життєпис
Фікерт була донькою Вільгельма Фікерта, віденського придворного друкаря, та його дружини Луїзи. Вона мала сестру Маріанну та двох братів Еміля та Віллі. Вона відвідувала монастирську школу Englisher Fraulein з 1869 року, а потім Lehrerinnen-Bildungsanstalt St Anna, педагогічний коледж, який закінчила з відзнакою в 1876 році.
Того ж року вона почала викладати в жіночій школі на Шулегассе у Відні. Фікерт працювала вчителькою все своє професійне життя. Вона залишила католицьку церкву в 1893 році і публічно критикувала релігійну основу шкільного навчання в Австрії того часу. У результаті вона зазнала жорстоких нападок з боку клерикальної (і антисемітської) Християнсько-соціальної партії, які тривали протягом усього її життя.
Її першим публічним політичним проєктом стала організація петиції проти позбавлення виборчих прав жінок на урядових виборах у Нижній Австрії, що відбулося після політичної реорганізації в регіоні в 1889 році. Огюста Фікерт зібрала понад 1000 підписів жінок, які протестували проти втрати ними права голосу, наданого в 1862 році. Їх вимогу зреалізували. Так вона почала свою кар'єру борчині за загальне виборче право жінок в Австрії. Вона також брала активну участь у кампаніях за об'єднання жінок-державних службовців у профспілки та за краще ставлення до повій.
Огюст Фікерт стала співзасновниуею Allgemeiner Österreichischer Frauenverein (Загальна австрійська жіноча асоціація) у 1893 році Ця організація виступала за поліпшення життя жінок, що працювали на виробництві. Це була найрадикальніша з феміністичних організацій Австрії того часу. Також Фікерт працювала редактором видань цієї організації Dokumente der Frauen (Документи жінок) та Neues Frauenleben (Нове жіноче життя). У 1897 році вона стала директором організації. Також тісно співпрацювала з подругою Марі Ланг, але сварка та публічна суперечка змусили її відмовитися від публікації своїх статей в газетах Ланг. Її непоступливий характер сприяв цьому нездатності працювати спільно з іншими жінками. Після цього вона була надихаючою фігурою жіночого руху в Австрії. У 1902 році Фікерт заснувала журнал, який вона назвала Neues Frauenleben, а його редактором була Леопольдіна Кулка — відома історикиня літератури та перша жінка-викладачка Віденського університету .
Її близьким супутником і другом у дорослому житті була Іда Бауманн, також вчителька, яка активно співпрацювала на початку політичної діяльності Огюсти Фікерт та залишалася поруч усе життя. Бауман уникала уваги, тому не досягла слави Фікерт. Наприкінці свого життя Фікерт була залучена до Einküchenhaus (будинок з однією кухнею), житлового кооперативу для професійних жінок.
У 1910 році 55-річна Фікерт захворіла і помра 9 червня в санаторії в Марія-Енседорф, Нижня Австрія. Похована на кладовищі Нойштіфт-ам-Вальде у Відні.

## Ушанування пам'яті

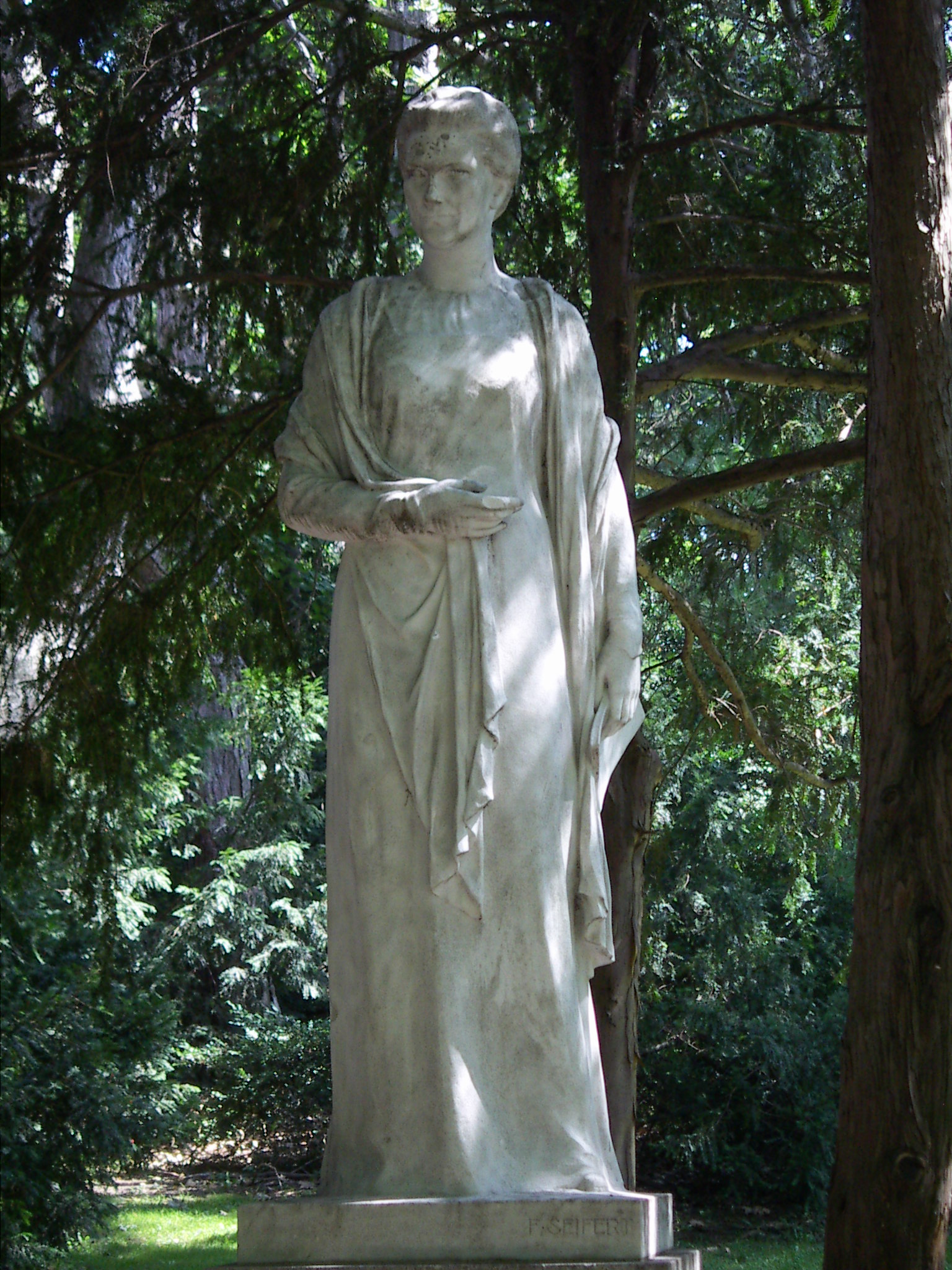
Пам'ятник Фіккерт у парку Тюркеншанцпарк у Відні

У 1929 році скульптор Франц Зайферт створив їй меморіал. Зараз він знаходиться в Türkenschanzpark у Верінгу, Відень, і містить напис: «Повна мужності та енергії, вона пожертвувала своїм життям заради високих ідеалів».
У 1926 році на її честь була названа вулиця Фікертгассе у Відні.